# Mairago
Mairago est une commune italienne d'environ 1 400 habitants située dans la province de Lodi, dans la région Lombardie, dans le Nord-Ouest de l'Italie.

## Géographie
Mairago est une petite commune située à environ deux kilomètres au sud de Lodi.

## Histoire
Son origine est sans doute romaine jusqu'à la propriété de l'évêché de Lodi, au XIIe siècle. Dans les années suivantes, ses propriétaires ont été les Salerano, les Simonetta, les Talenti (1480) et les Vaini (1703).

## Économie
La principale activité est l'agriculture, surtout la culture du maïs et de l'orge. Il y a également une grande production de fourrage.
Les élevages de vaches, cochons, poulets et lapins sont nombreux.
Cette caractéristique est connue dans toute la province de Lodi : la production de miel y est renommée.
Un gisment de gaz exploité par l'Agip dans les années 1960 et 1970, dans le hameau de Basiasco, est aujourd'hui fermé.

## Monuments
Les deux églises dédiées à Saint Marc et à saint George datent du XVIIe siècle.

## Administration
| Période                                  | Période | Identité | Étiquette | Qualité |
| ---------------------------------------- | ------- | -------- | --------- | ------- |
|                                          |         |          |           |         |
| Les données manquantes sont à compléter. |         |          |           |         |

### Hameaux
- Basiasco.

### Communes limitrophes
- Cavenago d'Adda, Turano Lodigiano, Ossago Lodigiano, Secugnago et Brembio.